# 信息及通信技术

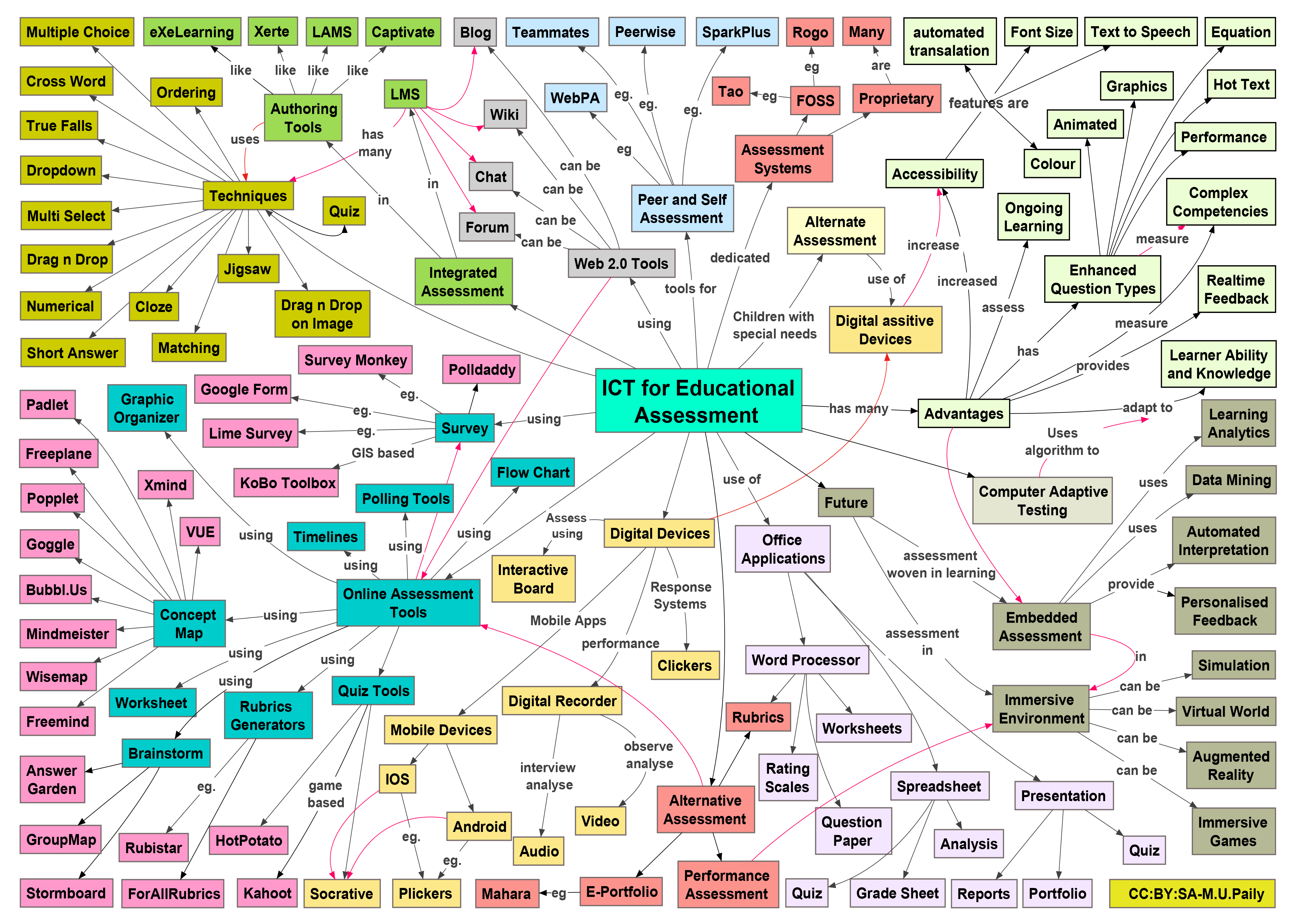
ICT相关应用概念图

信息及通訊技術、或資訊通訊科技（簡稱「資通訊」），英文縮寫ICT，是信息技術的外延概念，強調整合通訊的作用，以及電信、電腦技術的整合。以往通訊技術與資訊科技是兩個完全不同的範疇：通訊技術著重於訊息傳播的傳送技術，而資訊科技则著重於信息的編碼或解碼，以及在通訊載體上的傳輸方式。隨着技術的發展，這兩種技術慢慢變得密不可分，從而漸漸融合成為一個範疇。
資訊科技是主要用於管理和處理資訊所採用的各種技術總稱。它主要是應用電腦科學和通訊技術來設計、開發、安裝和實施資訊系統及應用軟件。
通信技术主要包含传输接入、网络交换、移动通信、无线通信、光通信、卫星通信、支撑管理、专网通信等技术，现在热门的技术有5G、LTE、IPTV、VoIP、NGN和IMS。

## 教育应用
資訊及通訊科技（Information and Communication Technology）是香港新高中學制的其中一個科目，前身是會考電腦與資訊科技科（Computer and Information Technology）。